# Gutai István
Gutai István (Sárpilis, 1950. szeptember 16. –) író, helytörténész, a paksi Pákolitz István Városi Könyvtár nyugalmazott igazgatója.

## Élete
Tolna megye egyik községében született. Az általános iskolát szülőfalujában, a középiskolát a Petőfi Sándor Gimnáziumban, Bonyhádon végezte. A Szombathelyi Főiskolán, könyvtárszakon diplomázott.
Az MDF virágkorában aktív szerepet vállalt a városi demokrácia kialakításában.
Eleinte a paksi Városi Művelődési Központban (ma Csengey Dénes Kulturális Központ), 1979 és 2001 között, népművelőként dolgozott. 1999-ben a „Gyermekeinkért” kitüntető címet adományozták neki. 2001-ben került a Városi Könyvtár igazgatói székébe, Herczeg Ágnes utódjaként. Aktívan részt vett a város életében. A könyvtár az ő igazgatói kinevezése óta rengeteg rendezvénynek ad helyet, ezek közül is kiemelkednek a magyarsággal kapcsolatos előadások, illetve az olyan versenyek, amelyeken nemcsak a paksi, hanem a határon túli magyar testvérvárosok diákjai is részt vesznek. A kárpátaljai testvérvárossal, Viskkel való kapcsolatkiépítés gyakorlatilag az ő nevéhez kötődik. Az 1999-es tiszai árvíz idején ő intézte, hogy az elöntött házakban lakó gyermekeket Pakson szállásolják el a károsult épületek felújításáig.
Szervezőként részt vett a Pakssal kapcsolatos második világháborús helytörténeti kutatásokban is. Ennek egyik eredménye a Menekülés a Bácskából 1944 őszén (2013. július) című, a borzalmak túlélő tanúival készített riportgyűjteménye.
Pályakezdőként, a hetvenes évek végén, a nyolcvanas évek elején – a Munkás Művelődési Központ egykori munkatársaként – többek között – felnőttoktatást, rocktörténeti előadássorozatot szervezett az intézménybe járó paksi fiataloknak. A felnőttek számára megalapította az Új Tükör klubot, író-olvasó találkozókat működtetett. Ő honosította meg Pakson a citerazene oktatását, rendszeresen tartott az általános iskolákban hangszerbemutatókat. (A közelmúltban újra összeállt az egykori citerazenekar, azokkal a tagokkal, akik annak idején együtt játszottak Gutai Istvánnal.)
Ő hozta létre Cseresnyés-pusztán a paksi és a határon túli magyar középiskolások számára az olvasótábort. Népművelői munkája mellett dolgozott a Dunakömlődi Faluház könyvtárában is. Létrehozta és működtette az Ispiláng Színpadot, helyi szereplőkkel. Közreműködött a Kernné Magda Irén által szerkesztett Várossá válni című tanulmánykötet kiadásában. A paksi Jámbor Pál Társaság alapító tagja, a társaság első lapjának, a Közvéleménynek szerkesztője volt. Egyik kezdeményezője a Paksi Hírnök indításának, melynek a kezdeti időben segédszerkesztője, később főszerkesztője volt. Nevéhez fűződik két másik paksi lap, a Párlap és a Helyijárat szerkesztése, megjelentetése, amelyek nagy lépést jelentettek a helyi nyilvánosság megteremtésében.
Sokoldalúságához, helytörténeti kutatómunkájához tartozott, hogy interjúkat készített egykori paksi gulág-rabokkal és az 1956-os forradalom helyi résztvevőivel; az interjúkat Gyönyörű a szibériai erdő című kötetében jelentette meg. Megőrizte és leírta a helyi választások történetét 1985-től 1994-ig. 1998-tól 2010-ig szervezte és bonyolította az október 23-i temetői megemlékezéseket.
2001-től 2010-ig irányította a Pákolitz István Városi Könyvtár szakmai munkáját, vezetése alatt jött létre a paksi kistérségi könyvtárak ellátási rendszere. A könyvtár igazgatójaként kiadója volt a Hiador sorozatnak, amely értékes helytörténeti vonatkozású család- és várostörténeteket dolgoz. A megyei könyvtár helytörténeti adatbázisa szerint mintegy 250 paksi vonatkozású közlemény fűződik a nevéhez.
Személyisége, szakmai munkája nem csupán a könyvtár kötelező feladatainak ellátásában mutatkozott meg; felkarolta, és segítette a hozzá betérő helyi szerzőket. Számukra önálló esteket szervezett, köteteik kiadásában közreműködött. Munkássága alatt kiváló kapcsolatot tartott az oktatási intézmények vezetőivel, rendhagyó módon népszerűsítette a könyvtári szolgáltatásokat.”

## Művei
- Forrás, 1982. augusztus. Szépirodalmi, szociográfiai és művészeti folyóirat – XIV. évfolyam 8. szám Forrás sorozat (Iszlai Zoltán, Sükösd Mihály, Pomogáts Béla, Bori Imre, Csordás Gábor) Bács-Kiskun Megyei Lapkiadó Vállalat (1982)
- Tekintet, 1989/5. Kulturális szemle/XXIX. évfolyam Tekintet sorozat (társszerzők: Fodor Ákos, Hegedüs Géza, Mezei Balázs, Ferencz Győző, F. Kovács Ferenc) Magyar Eszperantó Szövetség (1989)
- Kultúra és Közösség, 1991/1–4. Humán-ökológia/Kultúraváltás-rendszerváltás/Emigráció/Közösségfejlesztés. Kultúra és Közösség sorozat (társszerzők: Király Jenő, Jan Kott, Mózsi Ferenc, Vidra Szabó Ferenc, Ágh Attila) Akadémiai Kiadó és Nyomda Vállalat (1991)
- Tekintet, 1993/1–2./6. évfolyam 1–2. szám Tekintet sorozat (Petőcz András, Fekete Sándor, Juhász Ferenc, Csiki László, Horváth Elemér) Tekintet Alapítvány (1993)
- Januári Magyar Fórum, 1994. Irodalmi, társadalmi, kulturális és politikai folyóirat/II. évfolyam 1. szám Havi Magyar Fórum sorozat (társszerzők: Nemeskürty István, Czére Béla, Kovalovszky Miklós, Dsida Jenő, Horváth Lajos) Magyar Fórum Kiadó (1994)
- November Havi Magyar Fórum, 1998. Irodalmi, társadalmi, kulturális és politikai folyóirat – VI. évfolyam 11. szám Havi Magyar Fórum sorozat (Kovács Zoltán, Makkay János, Legéndy Péter, dr. Kovács Zoltán, Lászlóffy Aladár) Magyar Út Alapítvány (1998)
- Kézjegy 4. Tolna megyei alkotók antológiája Kézjegy sorozat (Koncz Éva, Drescher J. Attila, Hajdu István, Szabó Gabriella, Oláh Zoltán) Tolnai Tollforgatók Klubja (1998)
- Magyarok a történelem árnyékában, szerzői magánkiadás (2000)
- A székely tanítónő – Válogatás négy év elbeszéléseiből és verseiből (Iszlai Zoltán, Pomogáts Béla, Bárány Tamás, Szilágyi Ferenc, Görgey Gábor) HM Zrínyi Kommunikációs Szolgáltató Kht. (2001)
- A Wosinsky Mór Múzeum évkönyve XXIV. A Wosinsky Mór Múzeum évkönyve sorozat (társszerzők: Szalay Zoltán, Várady Zoltán, Vass Erika, Bartosiewicz László, Mende Balázs Gusztáv) Wosinsky Mór Megyei Múzeum (2002)
- Könyv és nevelés, 2003/4. V. évfolyam 4. szám Könyv és Nevelés sorozat (társszerzők: Kardos József, Pataki Ferenc, Villangó István, Honffy Pál, Balogh Mihály) Országos Pedagógiai Könyvtár és Múzeum (2003)
- Valóságshow – novellák, jelenetek, játékok Pannónia könyvek sorozat Pro Pannonia Kiadói Alapítvány (2004)
- Kilenc szerző színt keres. Mai magyar drámák, SIMON & SCHUSTER Kiadó, 2004
- Gyönyörű a szibériai erdő – Vallomások, szociográfiák, Pro Pannonia Kiadó (2005)
- EB 37–51; Pro Pannonia, Pécs, 2013 (Pannónia könyvek)
- Földönfutók, hontalanok. Menekülés Bácskából 1944/45; Keskenyúton Délvidéki Tragédiánk 1944–45 Alapítvány, Budapest, 2013
- Balázs Kovács Sándor–Gutai István: Bánátból bánatba. A Sárköz és a temesközi Végvár rokoni kapcsolatai; Babits, Szekszárd, 2014
- Kocsikerék a nyakcsigolyán (a kuláknak kikiáltott kisgazdák 1945–61 közötti üldöztetéséről), Pannónia könyvek, ISSN 0237-4277, Pro Pannonia Kiadói Alapítvány, 2018 ISBN 6155553424, ISBN 9786155553424 167 oldal

## Magánélete
Felesége szintén könyvtáros volt, két fiúgyermekük van.

## Kitüntetései
- Gyermekeinkért kitüntető cím, 1999
- Pro Urbe Paks, 2011
- Magyar Arany Érdemkereszt polgári tagozat kitüntetés, 2019[3]